# Jacob Hegel
Jacob Deichmann Frederik Hegel (16. februar 1851 i København – 20. december 1918 samme sted) var en dansk forlagsboghandler.

## Karriere
Han var søn af forlægger Frederik V. Hegel og hans hustru Elisabeth Ulrikke Eleonore Bagge. Han blev den 9. oktober 1874 gift med sin kusine, Julie Bagge (1857-1924). Selveste Henrik Ibsen skrev bordsang til brylluppet, «Løvet rasler, blade falder», på melodien som P.L. Rasmussen skrev til N.F.S. Grundtvigs digt, «Danmark dejligst Vang og Vænge».
Hegel var lærling og medhjælper i Gyldendalske Boghandel 1866-77, og i 1877 blev han som associé en del af sin fars firma, som nu blev kaldt Gyldendalske Boghandels Forlag (F. Hegel & Søn), nu Gyldendal. Ved farens død i 1887 overtog Jacob Hegel eneansvaret for forretningen og blev eneindehaver. Forlagsboghandelen lavede han i 1903 om til aktieselskab, der samtidig skiftede navn til Gyldendalske Boghandel, Nordisk Forlag. Fra 1903 var han formand i bestyrelsen for det da stiftede selskab. Han var medejer af Forlagsbureauet i København 1885-93. Han købte C.A. Reitzels Forlag 1896 og Jydsk Forlags-Forretning i Århus 1902.
Han sad i bestyrelsen for De danske Boghandleres Hjælpekasse, var kurator for Det Kongelige Vajsenhus, var i bestyrelsen for Foreningen til Hovedstadens Forskønnelse. Han var stifter af og i bestyrelsen for rekreationshjemmet Frederik Vilhelm Hegels Minde i Fredensborg.

## Den Hegelske Samling
Hegel selv var ikke udpræget litterært interesseret, men opbyggede over årene til gengæld en større samling af dansk billedkunst. Samlingen blev, for størstedelens vedkommende, sidenhen skænket af hans enke til Gentofte, der placerede den på Øregaard Museum, hvor den stadig findes i dag. En anden, lidt mindre del blev efter Julies død bortauktioneret I 1925. Auktionskataloget herfra, indeholdende blandt andet flere værker af skagensmalerne, var det første i Danmark med farvegengivelser af malerier.

## Ordner mv.
Jacob Hegel blev kåret til etatsråd i 1908, og var Ridder af Dannebrog. Han er begravet på Ordrup Kirkegård.